# Tord d'ulleres
El tord d'ulleres (Turdus nudigenis) és un ocell de la família dels túrdids (Turdidae).

## Hàbitat i distribució
Habita la selva, sabana i bosc àrid de les Antilles Menors, Martinica, Saint Lucia, Saint Vincent i les Grenadines i Grenada i a Sud-amèrica a l'est de Colòmbia, Veneçuela, Trinitat, Tobago, Guaiana i nord del Brasil.